# Mikael Tellqvist
Mikael Tellqvist (* 19. September 1979 in Sundbyberg) ist ein ehemaliger schwedischer Eishockeytorwart, der in der National Hockey League für die Toronto Maple Leafs, Phoenix Coyotes und Buffalo Sabres aktiv war. In der Svenska Hockeyligan stand er bei Djurgårdens IF und MODO Hockey unter Vertrag. Der größte Erfolg seiner Karriere war der Gewinn der Goldmedaille bei den Olympischen Winterspielen 2006.

## Karriere

### Karrierebeginn in Schweden und Wechsel nach Nordamerika
Mikael Tellqvist begann seine Karriere bei den Junioren von Djurgårdens IF, wo er sich als Stammtorhüter durchsetzen konnte. Zur Saison 1998/99 stieg er zu den Profis in die Elitserien auf und übernahm dort die Position des Back-up-Goalies hinter dem ehemaligen NHL-Torhüter Tommy Söderström. Söderström spielte so oft er konnte, weshalb Tellqvist nur drei Einsätze erhielt.
In der Saison 1999/2000 schaffte er dann den Durchbruch und konnte Söderström aus dem Tor verdrängen, gewann die Meisterschaft der Elitserien und wurde als Årets nykomling ausgezeichnet. Im NHL Entry Draft 2000 wurde er dann von den Toronto Maple Leafs in der dritten Runde an Position 70 ausgewählt. Er spielte noch eine Saison in Schweden, gewann erneut die Meisterschaft und spielte mit dem schwedischen Nationalteam bei der Weltmeisterschaft 2001, wo sie die Bronzemedaille gewannen. Danach wechselte er nach Nordamerika.

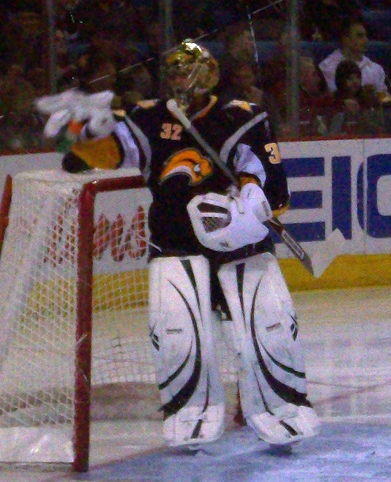
Tellqvist im Trikot der Buffalo Sabres

Die Saison 2001/02 bestritt er bei den St. John’s Maple Leafs, dem damaligen Farmteam von Toronto in der American Hockey League. Während der Spielzeit 2002/03 durfte er seine ersten drei Einsätze in der NHL absolvieren, blieb aber hauptsächlich in der AHL. Nach der Saison gewann er mit Schweden bei der Weltmeisterschaft die Silbermedaille. In der Saison 2003/04 absolvierte er elf Partien für Toronto und verbrachte erneut den überwiegenden Teil der Spielzeit beim Farmteam in der AHL. Nach der Lockout-Saison 2004/05 wurde der Schwede schließlich fester Bestandteil des NHL-Kaders in Toronto und übernahm die Rolle des Back-up-Goalie hinter Ed Belfour. Im Februar 2006 nahm Tellqvist mit dem schwedischen Nationalteam an den Olympischen Winterspielen in Turin teil, bestritt beim Gewinn der Goldmedaille seiner Mannschaft jedoch lediglich eine Partie.
Am 10. März 2006 verletzte sich Ed Belfour und Tellqvist wurde vorübergehend Stammtorhüter der Maple Leafs, doch nachdem er in zwei Spielen hintereinander gegen die Montréal Canadiens insgesamt elf Gegentore kassiert hatte, verlor er den Stammplatz an Jean-Sébastien Aubin. Zu Beginn der Saison 2006/07 wurde Tellqvist zu den Toronto Marlies in die AHL geschickt, da sich die Maple Leafs für Andrew Raycroft und Jean-Sebastien Aubin als Torhütergespann entschieden.
Am 28. November 2006 wurde er von den Maple Leafs zu den Phoenix Coyotes transferiert, wo er sich aufgrund zweier starker Spiele zu Beginn zu einem ernsthaften Konkurrenten für den erfahrenen Stammtorhüter Curtis Joseph entwickelte, jedoch abermals nicht über die Rolle des Ersatztorwartes hinauskam. Während der Saison 2007/08 bildete Tellqvist zusammen mit Alex Auld das Torhütergespann der Coyotes. Am 4. März 2009, dem Tag der Trade Deadline, wurde er im Austausch gegen einen Viertrunden-Draftpick zu den Buffalo Sabres transferiert.

### Rückkehr nach Europa
Im Mai 2009 wurde Tellqvist vom Ak Bars Kasan aus der Kontinentalen Hockey-Liga verpflichtet. Nach einem mäßigen Saisonstart wurde der Linksfänger im November 2009 an Lukko Rauma abgegeben, die im Gegenzug Petri Vehanen nach Kasan schickten. Im August 2010 wurde Tellqvist von Dinamo Riga unter Vertrag genommen, welcher jedoch nach der Saison 2010/11 nicht verlängert wurde, sodass der Schwede im Juni 2011 in seine Heimat zurückkehrte und sich für ein Engagement bei MODO Hockey entschied. Für MODO absolvierte er in der folgenden Spielzeit 51 Spiele in der Elitserien, ehe er ab Mai 2012 erneut zwei Jahre für Dinamo Riga auf dem Eis stand und dort 2013 den Nadeschda-Pokal gewann. Nach Auslaufen seines Vertrages im Sommer 2014 kehrte Tellqvist zu seinem Heimatverein Djurgårdens IF zurück.
Im November 2017 beendete er seine Karriere.

## Sonstiges
- Mit 0,5 Sekunden hält Tellqvist den NHL-Rekord als Torhüter mit der kürzesten Einsatzzeit in einem Spiel. Am 6. März 2006 gab es in einem Spiel gegen die Montréal Canadiens eine halbe Sekunde vor Schluss beim Stand von 5:3 für Toronto noch einmal eine Unterbrechung. Torontos Stammtorhüter Ed Belfour dachte, dass das Spiel zu Ende sei und ging in die Kabine. Tellqvist nahm für die restliche Spielzeit den Platz im Tor ein.

## Erfolge und Auszeichnungen
- 2000 Schwedischer Meister mit dem Djurgårdens IF
- 2000 Elitserien Rookie des Jahres
- 2001 Schwedischer Meister mit dem Djurgårdens IF
- 2006 Goldmedaille bei den Olympischen Winterspielen
- 2013 Gewinn des Nadeschda-Pokals mit Dinamo Riga